# Midoria annulata
Midoria annulata är en insektsart som beskrevs av Cai och Jiang 2000. Midoria annulata ingår i släktet Midoria och familjen dvärgstritar. Inga underarter finns listade i Catalogue of Life.